# Ніколаєв Валентин Олексійович
Валентин Олексійович Ніколаєв (нар. 01.09.1944, с. Пустинне Ульяновської області, РРФСР)  — український радянський та український тренер з фігурного катання.

## Біографія
В. О. Ніколаєв народився 1 вересня 1944 року в Ульяновській області РРФСР.
Закінчив Ленінградський інституту інженерів залізничного транспорту, а в 1992 році  — факультет фізичного виховання Одеського державного педагогічного інституту імені К. Д. Ушинського..
З 1971 року знаходиться на тренерській роботі, зокрема працював в спортивній дитячо-юнацькій школі олімпійського резерву з фігурного катання в Одесі.
Тренував О. Баюл  — чемпіонку 17 зимових Олімпійських ігор 1994 року, В. Загороднюка —  призера чемпіонатів світу та Європи з фігурного катання на ковзанах. 
Тренував збірні команди Ізраїлю, Німеччини.
Мешкає і працює у  США.

## Нагороди
- Звання "Заслужений тренер Української РСР"
- Звання "Заслужений тренер СРСР".